# Watson-Kletterratte
Die Watson-Kletterratte (Tylomys watsoni) ist ein im südlichen Mittelamerika verbreitetes Nagetier in der Familie der Wühler. Das Typusexemplar stammt vom Volcán Barú in Panama.

## Merkmale
Die Exemplare erreichen mit Schwanz eine Länge von 51 cm. Das oberseitige Fell ist grau bis graubraun, während die Unterseite cremefarben bis weiß ist. Am nackten Schwanz sind die zwei vorderen Drittel grau und die Schwanzspitze weiß.
Schwanz und Kopf-Rumpf-Länge entsprechen sich ungefähr. Die Art hat ein Gewicht von 196 bis 252 g und braune, nackte Ohren. Die Extremitäten sind bis auf die weißen Finger und Zehen mit braunen Haaren bedeckt. Ein weiteres Kennzeichen sind die langen und dicken Vibrissen.

## Verbreitung
Dieses Nagetier bewohnt fast gesamt Costa Rica und Panama. Es fehl nur in nordwestlichen und südwestlichen Bereichen. Die Watson-Kletterratte hält sich im Flach- und Bergland bis 2700 Meter Höhe auf. Sie lebt in immergrünen Wäldern, in anderen feuchten Wäldern und Eichenwäldern, die nicht zu dicht sein sollten. Die Art besucht häufig Ackerflächen und Vorratsgebäude und wird dort als Schädling betrachtet.

## Lebensweise
Die nachtaktiven Exemplare ruhen am Tage in Felsspalten. Manchmal verstecken sie sich in Häusern und Maueröffnungen. Die Watson-Kletterratte frisst hauptsächlich Früchte und grüne Pflanzenteile. In Gebäuden nehmen sie auch Schokolade zu sich. Die Exemplare können in Bäumen klettern und auf dem Grund rennen. Ein Weibchen war im Februar mit drei Embryos trächtig.

## Gefährdung
Die IUCN listet die Art als nicht gefährdet (least concern) aufgrund fehlende Bedrohungen und einer stabilen Gesamtpopulation.